# Нападение на аэродром Райловац
Нападение на аэродром Райловац (сербохорв. Напад на аеродром у Рајловцу / Napad na aerodrom u Rajlovacu) — операция сил Народно-освободительной армии Югославии, осуществлённая в ночь с 10 на 11 августа 1943 года на аэродроме Райловац близ Сараево. 1-я краинская пролетарская ударная бригада после 35-километрового марш-броска атаковала аэродром, уничтожив огромное количество самолётов и припасов для них и тем самым нанеся огромный ущерб люфтваффе и авиации НГХ.
Рейд на Райловац имел огромное моральное значение для Народно-освободительной армии Югославии: в тылу противника была проведена успешная диверсия, за которую 1-я краинская пролетарская ударная бригада была удостоена личной похвалы от Иосипа Броза Тито (похвалу зачитали на радиостанции «Свободная Югославия»). В свою очередь, немецкий командующий силами вермахта в Хорватии, ошарашенный произошедшим, вынужден был объясняться перед немецким командованием Юго-Востока.

## Предыстория
Верховный штаб НОАЮ в конце мая 1943 года отдал приказ 5-й Краинской дивизии двигаться на восток, содействуя с Главной оперативной группой, которая отражала немецкое наступление. Дивизия успела форсировать реку Босну со второй попытки в ночь с 28 на 29 июня. В ходе наступления дивизией было захвачено местечко Какань с шахтой, что нарушило сообщение между немецкими частями и оставило их без стратегически важного источника снабжения. В течение трёх дней подразделениям 7-й дивизии СС «Принц Ойген» удалось отбить Какань.
После этого дивизия выбралась на гору Звиезда, где 7 июля начала снова немецкое наступление в Восточной Боснии. В ходе этих боёв 1-я краинская бригада вблизи деревни Зубета дала бой 2-му батальону 1-го (13-го) полка 7-й дивизии СС и остановила его. Немцам удалось выбраться из кольца окружения при тактической поддержке с воздуха. В ночь с 18 на 19 июля 1-я краинская бригада взяла Киселяк и снова вступила в бой с эсэсовцами: ценой огромных потерь немцы взяли местечко 24 июля.
После этого 1-я краинская бригада в составе своей дивизии поддерживала 1-ю Пролетарскую дивизию при занятии дороги Сараево-Мостар. В ходе боёв близ Сараево за важные промышленные объекты и транспортные линии 5-я Краинская дивизия вынуждена была отражать авианалёты. По причине того, что средств ПВО у партизан не было, штаб 1-й краинской бригады принял решение атаковать аэродром и оставить немцев без воздушной поддержки.

## План атаки
Аэродром Райловац располагался в непосредственной близости от Сараево и его гарнизона, внутри сети дорог внутри треугольника Сараево-Високо-Киселяк, которыми немцы свободно пользовались. Чтобы оставить немецкие войска без снабжения и лишить их возможность использовать авиацию, необходимо было быстро и незаметно выполнить диверсию на аэродроме. От Крешево до аэродрома было 35 километров пути, поэтому партизанам нужно было надеяться и на свою выносливость. В итоге штаб 1-й краинской бригады разработал следующий план.
Осуществление операции ложилось на плечи солдат из трёх батальонов бригады, все раненые и не готовые к долговременным боям находились под защитой 4-го батальона. На всю операцию отводилось две ночи и один день. За первую ночь нужно было как можно скорее добраться до аэродрома, выбрать место для привала и подготовиться для дальнейшей атаки. В течение второй ночи нужно было немедленно переправиться через реки Босна и Миляцка, атаковать аэродром и уйти до 2 часов ночи, чтобы немцы не обнаружили нападавших и не перекрыли пути к отступлению. Каждое подразделение получило своё задание:
- 1-я рота 2-го батальона и инженерный взвод бригады должны были заминировать мосты, разрушить дороги и подготовить засаду в деревне Бришеча, чтобы обеспечить нападение бригады и защитить её от возможных контратак из Сараева.
- 2-я рота 3-го батальона и рота Високско-Фойницкого партизанского отряда должны были занять железнодорожную станцию Подлугова, разрушить железную дорогу и атаковать Високо, чтобы отвлечь немцев на направлении Високо-Брез.

К 9 августа были собраны все разведданные: охрана аэродрома состояла из усташей (500 человек) и немцев (300 человек). В Високо располагалась группа хорватских легионеров (500 человек), на охранных постах и железнодорожных станциях было от 40 до 160 человек. В тот же день командование дало добро на операцию.

## Нападение
Около 21:30 9 августа бригада двинулась по дороге Хан-Ивица — Вукасовичи. Избегая встреч с местным населением, бригада 10 августа к 4 часам утра вышла в лес близ Донье-Биоче, где должна была оставаться до наступления темноты. В течение шести с половиной часов бригада двигалась ускоренным темпом и совершила только две короткие остановки.
Вместе с тем около полудня на группу бригадных казначеев и полевых поваров напала группа усташских полицейских, ведомая печально известным Узеиром Дурмичем. В результате перестрелки Дурмич и ещё один его подчинённый были убиты. Поскольку в соседней деревне жило очень много сербов, то это придало партизанам некоторую поддержку, но при этом не раскрыло тайну их передвижения. Все крестьяне, которые видели партизан, получили распоряжение не выходить из домов до наступления темноты.
Около 4 часов дня штаб бригады связался со штабами батальонов и командирами рот, передав им дальнейшие указания и сообщив планы нападения. Эти данные не должны были передаваться рядовым бойцам вплоть до начала операции. С наступлением темноты бригада продолжила движение и достигла реки Босны. Близ села Ахатовичи она столкнулась с двумя вооружёнными усташами, которые сумели сбежать с поля боя. Это произошло как раз там, где находился мост, выбранный партизанами для переправы, и в итоге вся операция оказалась под угрозой провала. При помощи местного крестьянина партизаны нашли старый деревянный мост около деревни Бутило, по которому перешли через реку. Затем они переправились через Миляцку и к 22 часам уже вышли к аэродрому. Поскольку угроза авианалёта сохранялась, все самолёты стояли не в ангарах, а на открытой местности (они были расставлены по периметру аэродрома).
1-му батальону, расположенному в центре, нужно было атаковать ангары и казармы, выйти к железнодорожной станции Райловац и оттуда на Лемезов холм. 2-му батальону (без 1-й роты), стоявшему на левом фланге, надо было прикрывать нападавших и двигаться вдоль реки Босны до железной дороги и атаковать аэродром со стороны Лемезова холма. 3-й батальон атаковал аэродром с правого фланга. Атаку запланировали на полночь, чтобы все успели занять исходное положение, но 2-й батальон на правом берегу Босны ввязался в схватку с 20 домобранцами и тем самым открыл себя, бросившись в атаку раньше времени.
Ровно в 22:00 рота 2-го батальона, выбравшись с кукурузного поля на равнину, попала в свет прожекторов и тут же открыла по ним огонь из винтовок и пистолетов-пулемётов. Выстрелами все прожекторы были выведены из строя, но тут же партизаны были прижаты к земле ответным огнём. В бой вступили 1-й и 3-й батальон, чьи бойцы преодолели защитные рвы, разбили домобранцев и ворвались на аэродром. В ходе перестрелок солдаты 1-го и 2-го батальонов из пистолетов и винтовок разбили ещё два прожектора, продвинулись на 50-150 метров и атаковали первые три самолёта, стоявшие слева от ангара.
Поскольку у бригады не было разрывных припасов или достаточно взрывчатки, самолёты предполагалось расстреливать в упор или обстреливать бензобаки с топливом. Огромное количество самолётов располагалось на той стороне, куда атаковал 3-й батальон. Его военнослужащие были хорошо защищены от огня противника: целясь в партизан, усташи сами расстреливали свои же самолёты.
К 1:30 11 августа стрельба прекратилась, и партизаны отступили: 1-й и 2-й батальон перешли дорогу Киселяк-Сараево близ Кобиле-Главе, эвакуировав всех своих раненых при помощи командования бригады и политотдела. От уничтожения были спасены только самолёты немецкой штурмовой эскадрильи (7 самолётов и 40 человек под командованием капитана Буссе). По немецким данным, было уничтожено 17 машин, хотя партизаны сообщали о 30 уничтоженных самолётах, а радиостанция «Свободная Югославия» и вовсе о 34 машинах.
Прикрывавшие атакующую группу части также справились со своими задачами: 2-я рота 3-го батальона при помощи роты из Високско-Фойницкого партизанского отряда без боя захватила железнодорожную станцию Подлугове. Ожидая прибытие из Високо паровоза, партизаны при помощи железнодорожников из котельной выпустили в ответ локомотив и тем самым организовали столкновение поездов. Партизанам удалось захватить гигантское количество боеприпасов и продовольствия, после чего они совершили демонстративное нападение на Високо. Тем временем 1-я рота 2-го батальона разрушила железную дорогу близ Сараево, пустив под откос два бронепоезда. Несмотря на то, что экипажи бронепоезда отбросили нападавших, добраться до Райловаца они так и не смогли. Ещё одной проблемой было прибытие немецкой колонны из нескольких танков и 40 грузовиков с пехотными частями. 1-й и 2-й батальон перекрыли дорогу ещё до прихода немцев, а 3-й батальон вечером близ села Радановичи, ожидая прибытие 2-й роты из Подлугове, обстрелял колонну и уничтожил 6 автомобилей.
Радиостанция «Свободная Югославия» 18 августа сообщила о рейде 1-й краинской бригады и об уничтожении 34 самолётов, из них 18 бомбардировщиков Dornier, четыре бомбардировщика Junkers, шесть трофейных самолётов Blenheim, один транспортный самолёт и ещё пять других самолётов. Верховное командование по радио поблагодарило бойцов за проявленную храбрость и готовность к самопожертвованию.